# Melisa Aslı Pamuk
Melisa Aslı Pamuk (Haarlem, Holanda do Norte, 14 de abril de 1991) é uma atriz e modelo holandesa. Melisa ficou conhecida como modelo por ganhar o Miss Turquia em 2011, já como atriz ganhou fama mundialmente por atuar em séries como Kara Sevda, Çarpışma e Yeni Hayat.

## Biografia
Melisa se matriculou em psicologia na Universidade de Amsterdã, mas abandonou para se concentrar em sua carreira de modelo.
 Estudou teatro no Sadri Alışık Kültür Merkezi (Centro Cultural Sadri Alışık), localizado em Istambul e participou também de três renomados treinamentos para atuação sendo eles os de Merve Taşkan, Çetin Sarıkartal e de Laçin Ceylan.
Sua família é de İskenderun, Hatay, na Turquia.  A atriz é fluente em holandês, turco, inglês e alemão, além de estudar para se tornar fluente em francês.

## Carreira
Pamuk começou sua carreira de modelo aos 14 anos  mas ficou conhecida após ganhar o Miss Turquia 2011.
Seu primeiro papel foi aos 13 anos, interpretando Hayal no curta-metragem Dat zit wel snor, além do curta, no cinema também participou no filme de 2012 G.D.O. Kara Kedi no papel coadjuvante de Elmas e em Kilit filme de 2020 protagonizando como Selin.
Seu primeiro papel na televisão foi Sevda Narlı em Yer Gök Aşk (2010-2013). Interpretou também os papéis de Ayşe na série Kurt Seyit ve Şura em 2014, Azade em Her Sevda Bir Veda também em 2014 e Zeynep em Ulan İstanbu (2014-2015)l. Seus papéis de mais destaque foram como Asu Kozcuoğlu em Kara Sevda (2014-2017), Cemre Gür  em Çarpışma de 2018-2019 ,Yasemin Karatan em Yeni Hayat em 2020 e Setenay Erozğün em seu trabalho mais recente em Hayaller ve Hayatlar [carece de fontes?]  em 2022 no streaming BeIn Connect.

## Concursos de beleza

### Miss Turquia 2011
Nativa de Istambul, Melisa competiu no Miss Turquia realizado no TIM Show Center em Istambul em 2 de junho de 2011 e ganhou o título de Miss Turquia 2011.

### Miss Universo 2011
Melisa foi a miss representante da Turquia no Miss Universo 2011 realizado em São Paulo no Brasil, mas não chegou a ganhar.

## Filmografia

### Cinema
| Ano  | Título                           | Personagem    | Notas        |
| ---- | -------------------------------- | ------------- | ------------ |
| 2004 | Dat zit wel snor                 | Hayal         | Protagonista |
| 2012 | G.D.O. KaraKedi                  | Elmas         | Protagonista |
| 2021 | Karanlık Şehir Hikayeleri: Kilit | Selin Korkmaz | Protagonista |
| 2022 | Garip Bülbül Neşet Ertaş         | Beyhan        | Protagonista |
| 2023 | Kadinlara Mahsus                 | İpek Arsal    | Protagonista |
| 2024 | Sen Büyümeye Bak                 | Sezen         | Protagonista |
| 2024 | Scotoe                           | Esra          |              |
| 2024 | Cem Karaca’nın Gözyaşları        | Feride Balkan |              |

### Televisão
| Ano       | Título               | Personagem      | Notas                                       | Exibição     | No Brasil |
| --------- | -------------------- | --------------- | ------------------------------------------- | ------------ | --------- |
| 2012-2013 | Yer Gök Aşk          | Sevda Narlı     | Papel Coadjuvante (a partir do episódio 89) | FOX          |           |
| 2014      | Kurt Seyit ve Şura   | Ayşe            | Papel Coadjuvante (a partir do episódio 7)  | Star TV      |           |
| 2014      | Her Sevda Bir Veda   | Azade           | Papel Coadjuvante                           | Show TV      |           |
| 2014-2015 | Ulan İstanbul        | Zeynep          | Papel Coadjuvante (episódio 25-28)          | Kanal D      |           |
| 2015-2017 | Kara Sevda           | Asu Kozcuoğlu   | Antagonista                                 | Star TV      | HBO max   |
| 2018-2019 | Çarpışma             | Cemre Gür       | Protagonista                                | Show TV      |           |
| 2020      | Yeni Hayat           | Yasemin Karatan | Protagonista                                | Kanal D      | Globoplay |
| 2021      | Kırmızı Oda          | Mitra Serifi    | Papel Coadjuvante (episódio 31-36)          | TV8          |           |
| 2022      | Hayaller ve Hayatlar | Setenay Erozğün | Protagonista                                | beIN CONNECT |           |
| 2023      | Erkeğe Güven Olmaz   | Sibel Koraslan  | Protagonista                                | FOX          |           |
| 2023      | Hay Sultan           | Sofya           | Papel Coadjuvante                           | Tabii        |           |

## Prêmios e Indicações
| Ano  | Prêmio                  | Categoria                | Trabalho   | Resultado |
| ---- | ----------------------- | ------------------------ | ---------- | --------- |
| 2016 | Golden Butterfly Awards | Estrela em Ascensão      | Kara Sevda | Venceu    |
| 2017 | Footed Newspaper Awards | Melhor Atriz Coadjuvante | Kara Sevda | Venceu    |
| 2021 | Golden Faces of Turkey  | Melhor Atriz do Ano      |            | Venceu    |

## Ligações Externas
- Melisa Aslı Pamuk no Instagram
- Melisa Aslı Pamuk no Twitter
- Melisa Aslı Pamuk no IMDB
- Melisa Aslı Pamuk no TheTVDB
- Melisa Aslı Pamuk no TMDB